# Хантер, Марк (музыкант)
Марк Хантер (англ. Mark Hunter; 26 мая 1977, Кливленд, США) — вокалист американской грув-метал-группы Chimaira.

## Chimaira
Марк Хантер наряду с Джейсоном Хенджером стал одним из основателей грув-метал группы Chimaira, в которой являлся вокалистом до самого её распада в 2014 году.  Также вместе с Робом Арнольдом продюсировал второй альбом группы, The Impossibility Of Reason.

## Сотрудничество с другими музыкантами, гостевые появления
Также до Chimaira, Марк Хантер был вокалистом и гитаристом кливлендской хардкор-группы Skipline.
Записал вокал для песни «The Enemy» в проекте Roadrunner United.
В качестве приглашенного вокалиста записал следующие треки:
Absence Of Despair - Monster Reborn (feat. Mark Hunter)
Excellent Cadaver - Faith Destroyed (feat. Mark Hunter)
Eyeless - See You In Hell (feat. Mark Hunter)
Forever in Terror - In The Face Of The Faceless (feat. Mark Hunter)
Psychocalypse - Need To Believe (feat. Mark Hunter and Tony Gammalo)
Stemm - 13 Years (feat. Mark Hunter)
The Elite - Mask Of The Damned (feat. Mark Hunter)
Wretchedpain - The Great ReAwakening (feat. Mark Hunter and Sean Zatorski)

## Дискография с Chimaira
- 1999 — This Present Darkness (мини-альбом)
- 2001 — Pass out of Existence
- 2003 — The Impossibility of Reason
- 2005 — Chimaira
- 2007 — Resurrection
- 2009 — The Infection
- 2011 — The Age of Hell
- 2013 — Crown Of Phantoms